# Pobřežní pásmo
Pobřežní pásmo
, také Tichooceánské pobřežní pásmo (anglicky Coast Ranges), je řada horských pásem podél pobřeží Tichého oceánu v Severní Americe. Pobřežní pásmo se rozkládá z Aljašky přes Britskou Kolumbii, Washington, Oregon až na jih Kalifornie. Vedle dalších pohoří zahrnuje pohoří sv. Eliáše, Pobřežní hory, Olympijské pohoří, Oregonské pobřežní pásmo, Kalifornské pobřežní pásmo a Transverse Ranges.
V užším smyslu je za Pobřežní pásmo označovaná oblast pacifického pobřeží Spojených států bez Aljašky od průlivu Juana de Fucy do jižní Kalifornie, k pohoří San Bernardino Mountains.

## Geografie a struktura
Horská pásma mají nejednotnou stavbu. Součástí Pobřežního pásma jsou i tektonické sníženiny, údolí ležící východně od Pobřežního pásma, například Velké kalifornské údolí. Horská pásma se rozkládají ve směru sever-jih, výjimku tvoří Klamatské hory a Transverse Ranges, které leží ve směru západ-východ.

## Hlavní pohoří
- Kenai Mountains / Aljaška
- Chugach Mountains / Aljaška

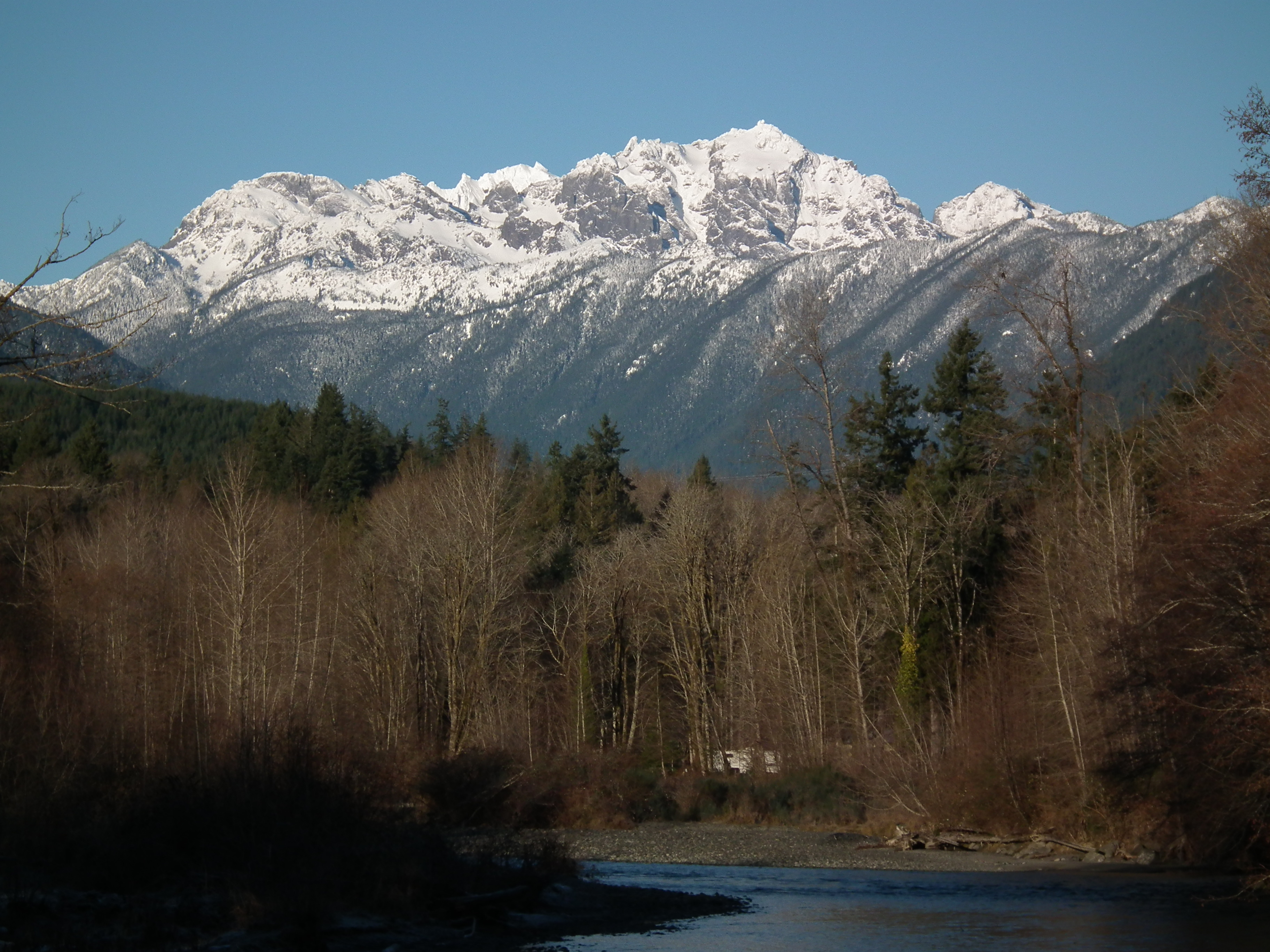
Olympijské pohoří

- Pohoří svatého Eliáše (Saint Elias Mountains) / Aljaška, Yukon, Britská Kolumbie
- Pobřežní hory (Coast Mountains)
  - Boundary Ranges / Aljaška, Britská Kolumbie
  - Kitimat Ranges / Britská Kolumbie
  - Pacific Ranges / Britská Kolumbie
- Insular Mountains
  - Vancouver Island Ranges / Britská Kolumbie
- Olympijské pohoří (Olympic Mountains) / Washington
- Oregonské pobřežní pásmo (Oregon Coast Range) / Oregon
- Calapooya Mountains / Oregon
- Klamath-Siskiyou Mountains / Oregon, Kalifornie
- Kalifornské pobřežní pásmo (California Coast Ranges) / Kalifornie
- Transverse Ranges / Kalifornie